# Akacja

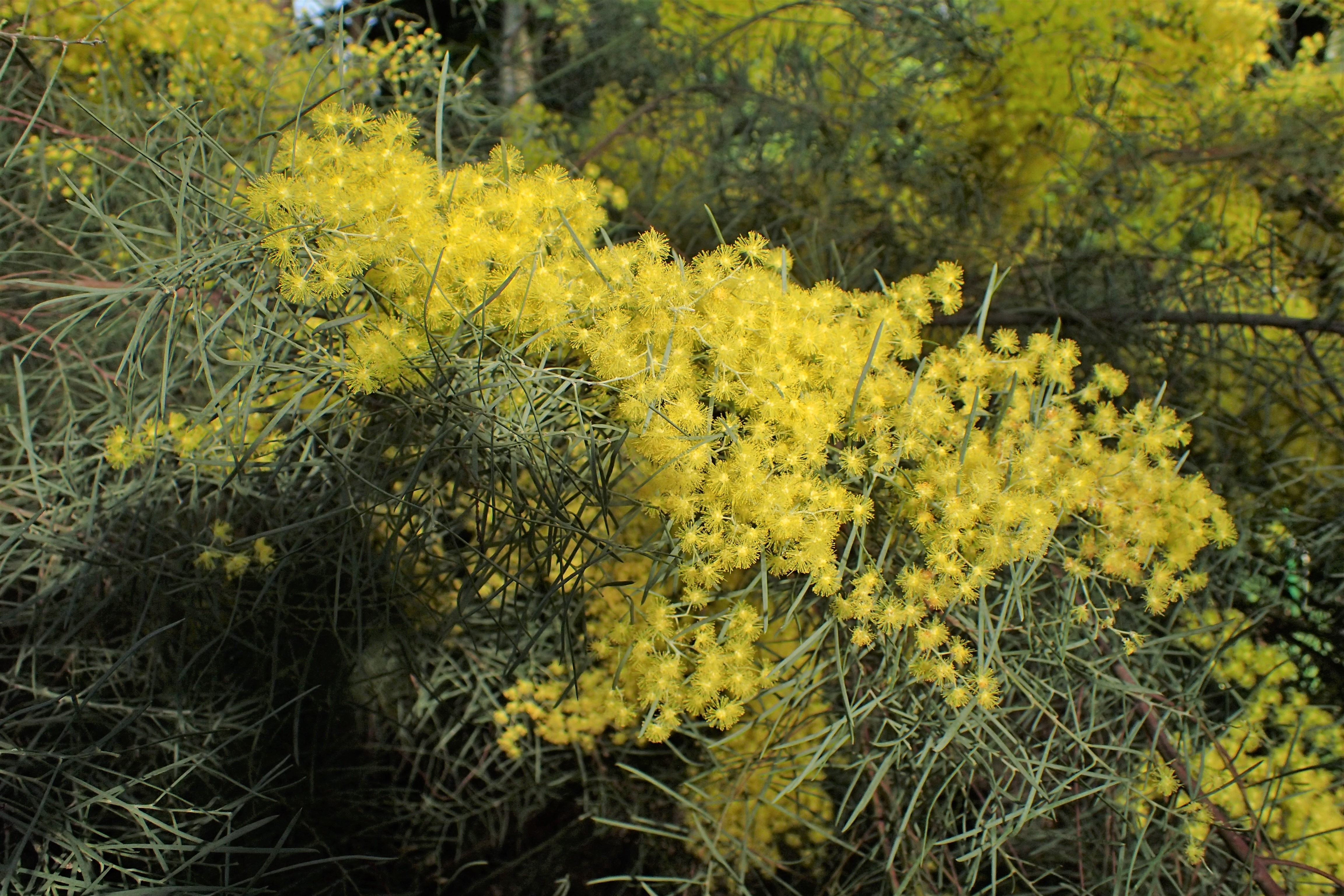
Acacia boormanii

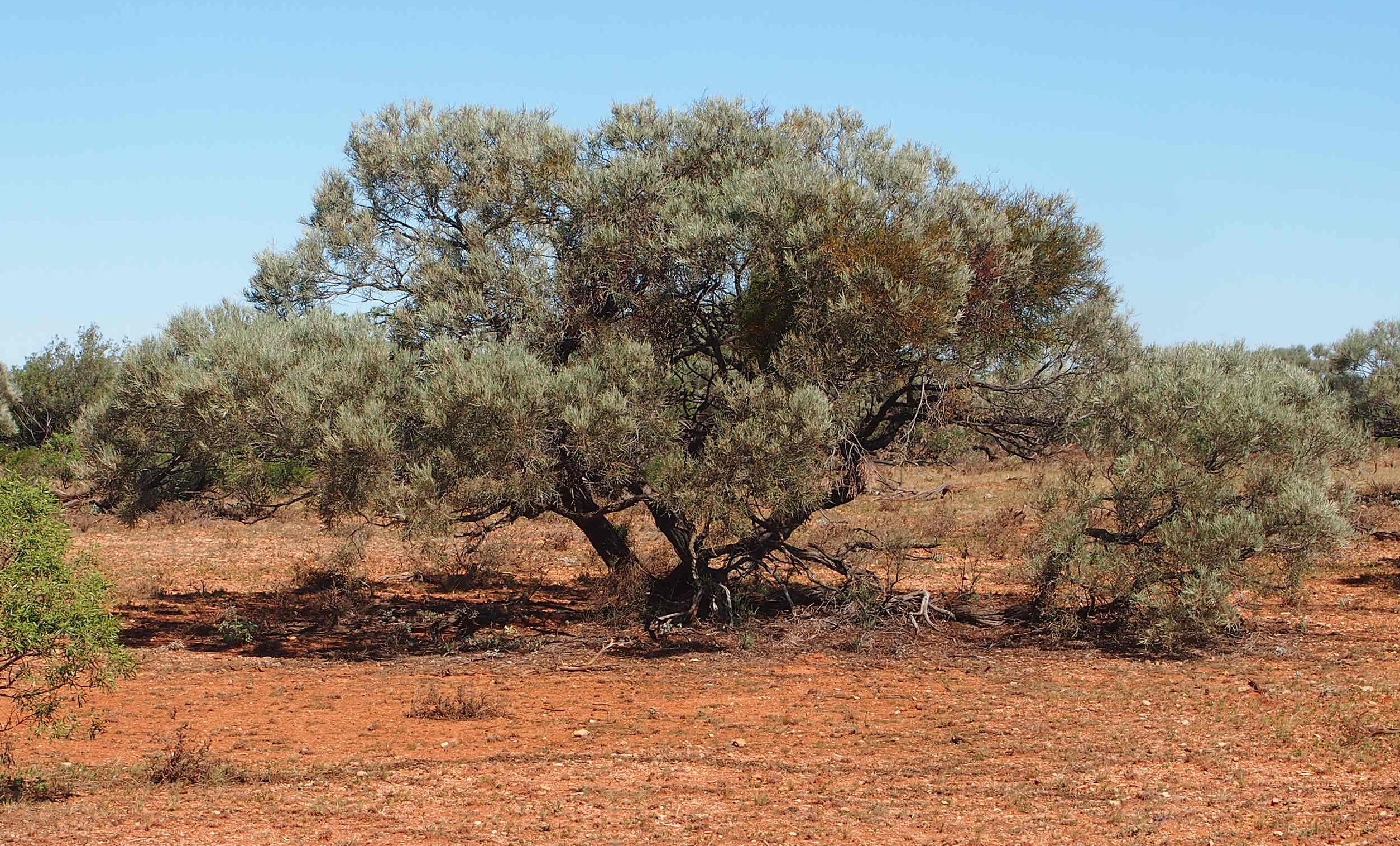
Acacia calcicola

Akacja (Acacia Mill.) – rodzaj drzew i krzewów należący do rodziny bobowatych i podrodziny brezylkowych (dawniej w mimozowych). W dawnym, tradycyjnym ujęciu zaliczano tu ok. 1450 gatunków bardzo szeroko rozprzestrzenionych w strefie międzyzwrotnikowej i na przyległych obszarach stref umiarkowanych. W wąskim ujęciu dominującym współcześnie rodzaj obejmuje ok. 1030–1080 gatunków występujących głównie w Australii (1045 gatunków, z czego 941 to endemity), poza tym obecnych w południowo-wschodniej Azji, wyspach zachodniego Pacyfiku, dwa gatunki rosną na Madagaskarze i Maskarenach. Część gatunków rozprzestrzenia się jako inwazyjne, a Acacia mearnsii uznana została za jeden ze 100 najbardziej inwazyjnych gatunków na świecie.
Duża część gatunków tradycyjnie uznawanych za akacje została wyodrębniona do rodzajów: Senegalia (pantropikalny), Vachellia i Faidherbia (Afryka i Azja), Acaciella i Mariosousa (Ameryka Północna i Południowa).
Akacje występują na sawannach, w okresowo suchych formacjach leśnych i zaroślowych oraz na pustyniach. Stanowią kluczowy składnik takich australijskich formacji jako mulga czy brigalow.
Rośliny z tego rodzaju są wszechstronnie użytkowane – dostarczają drewna, paszy dla zwierząt, także gum i nasion jadanych przez aborygenów, są źródłem tanin używanych do garbowania, niektóre mają właściwości halucynogenne, lecznicze, wykorzystywane bywają jako włókiennicze, sadzone są w celu rekultywacji gleb i często jako ozdobne.

## Morfologia
PokrójDrzewa do 50 m wysokości (A. bakeri), jak i krzewy o wysokości od 1 do 2 m.
LiściePierzaste, ułożone skrętolegle, pojedyncze lub podwójne, niekiedy złożone. Często właściwe liście są silnie zredukowane, a "liśćmi" są liściaki, czyli przekształcone ogonki (długość od 5 mm do 30 cm) o zróżnicowanym kształcie. Zarówno liście, jak i liściaki zaopatrzone są w przylistki, które często przekształcają się w ciernie, osiągające nawet do 12 cm długości.
KwiatyMałe, cztero- lub pięciokrotne, obu- lub rozdzielnopłciowe, zebrane w 10 do 100 w główki lub kłosy. W każdym kwiecie posiadającym organy męskie znajdują się liczne (często ponad 50) pręciki o barwie kremowej, żółtej lub pomarańczowej, z reguły wystające ponad okwiat.
OwocPękający lub niepękający strąk, podłużnie jajowaty lub równowąski, zazwyczaj z przewężeniami między nasionami.

## Systematyka i taksonomia
Pozycja systematyczna
Pierwszym autorem nazwy naukowej Acacia był Philip Miller w 1754. W 1913 Nathaniel Lord Britton i Addison Brown wskazali jako typ nomenklatoryczny rodzaju afrykański gatunek – Acacia nilotica (L.) Delille. Od tego gatunku pochodzi nazwa naukowa rodzaju, bowiem ekstrakt z jego z liści i strąków Dioskurydes nazwał po grecku ἀκακία (akakia). Do rodzaju włączano gatunki występujące na wszystkich kontynentach strefy międzyzwrotnikowej. W 1986 po raz pierwszy Pedley zauważył, że 1352 zaliczane tu wówczas gatunki nie tworzą taksonu monofiletycznego i zaproponował podział ich na trzy rodzaje – Acacia sensu stricto (161 gatunków), Senegalia (231 gatunków) i Racosperma (960 gatunków związanych niemal wyłącznie z Australazją). Ta ostatnia nazwa zaproponowana została po raz pierwszy już w 1829 roku przez Carla Friedricha Philippa von Martiusa, najpierw jako nazwa dla sekcji, a w 1835 nawet jako odrębny rodzaj. Konsekwentnie w 2003 Pedley opublikowal 834 nowych nazw gatunkowych w rodzaju Racosperma umieszczając pod nimi australazjatyckie gatunki z rodzaju Acacia. W tym samym roku Anthony Orchard i Bruce Maslin zaproponowali zmianę typu nomenklatorycznego, tak by nazwę Acacia zachować jednak dla najbardziej licznej, australazjatyckiej grupy gatunków. Decyzja o wyborze takiego typu spowodowała duże kontrowersje w wśród taksonomów. Ostatecznie podczas Międzynarodowego Kongresu Botanicznego w Melbourne zdecydowano o zachowaniu nazwy Acacia i odrzuceniu nazwy Racosperma dla gatunków australazjatyckich. W efekcie wcześniejsza grupa gatunków zawierająca dotychczasowy typ nomenklatoryczny, czyli Acacia sensu stricto czy też Acacia subgenus Acacia przeniesiona została do rodzaju Vachellia. W sumie, z powodu zagnieżdżenia w obrębie tradycyjnie ujmowanego rodzaju Acacia około tysiąca gatunków z 36 rodzajów (tradycyjnie zaliczanych do plemienia Ingeae) parafiletyczne, szerokie jego ujęcie zastąpiono podziałem na 5 grup. Poza wspomnianymi wyżej dwiema dużą grupę gatunków pantropikalnych zaliczono do rodzaju Senegalia (wcześniej Acacia subg. Aculeiferum sensu stricto). Jeden gatunek Acacia albida umieszczony został w monotypowym rodzaju jako Faidherbia albida. W końcu dwie grupy gatunków z kontynentów amerykańskich zaliczone zostały do rodzajów Acaciella i Mariosousa.
Rodzaj Acacia zaliczany był tradycyjnie do podrodziny mimozowych Mimosaceae w obrębie bobowatych Fabaceae s.l. W 2017 mimozowe umieszczone zostały w podrodzinie brezylkowych Caesalpinioideae. Zaliczany bywa do plemienia Acacieae.
Taksonem siostrzanym dla Acacia sensu stricto jest Paraserianthes lophantha. Kolejne rodzaje najbliżej spokrewnione to: Archidendron, Archidendropsis, Pararchidendron i Wallaceodendron.
Gatunki

## Obecność w kulturze
- Gałązki akacji wchodzą w skład herbu Australii i innych symboli tego kraju. Uproszczone przedstawienie graficzne nie pozwala na określenie konkretnego gatunku, niemniej w dwustulecie brytyjskiej kolonizacji Australii (rok 1988) za symbol narodowy Związku Australijskiego uznano Acacia pycnantha, a kilka lat później ustanowiono państwowe święto tejże rośliny[22].
- Akacje 29 razy wymienione zostały w Starym Testamencie. Są m.in. w opisie głównych materiałów, z których wykonano Arkę Przymierza i jej wyposażenie[23]. Tradycyjnie opisywane jako akacje rośliny z Afryki i Azji południowo-zachodniej współcześnie zaliczane są do rodzajów Senegalia i Vachellia[3].
- W żydowskich midraszach akacja zaliczona została do siedmiu wybranych roślin używanych w ceremonii oczyszczania z trądu[23].